# Antal Iván
Antal Iván (Pápa, 1877. december 15. – Budapest, 1932. március 25.) költő, dalszövegíró, jogász, minisztérium tanácsos.

## Élete
Kora ízlésének megfelelően szentimentális műnépdalokat, szerelmes verseket alkotott, amelyek kiváltképp az 1910 és 1930 közti időszakban voltak népszerűek. Munkáit leggyakrabban Balázs Árpád dalköltő (1874–1941) zenésítette meg.

## Verseskötetei
- Versek (Zilah, 1911)
- Dalok (1920);
- Nóták (1920).
- ANTAL IVÁN - Nótaszövegei
- (SZÓL A NÓTA Füzeteiben található 1- 22.)
- 7. Levelem levelem utolsó levelem : Zene : BALÁZS ÁRPÁD
- 8. Valakinek muzsikálnak : Zene : BALÁZS ÁRPÁD
- 9. Rácsos kapu rácsos ablak :  Zene : BALÁZS ÁRPÁD
- 12. Szép az erdő :  Zene : PETE LAJOS
- 16. Öreg cigány kopott cigány : Zene : SÁNDOR JENŐ
- 20. Bárányfelhő : Zene : BALÁZS ÁRPÁD
- 20. Sajó Pista : Zene : PETE LAJOS
- 21. Leveles az erdő : Zene : PETE LÁSZLÓ

A Soproni kaszárnyából : Zene : BALÁZS ÁRPÁD -  Az én rózsám szegény fajta : Zene :  BALÁZS ÁRPÁD -  Az orvos úr tegnap vett be :  Zene : BALÁZS ÁRPÁD   Azt mondják hogy tifelétek : Zene :  BALÁZS ÁRPÁD   Álom álom földre tévedt :  Zene : BALÁZS ÁRPÁD   Álom álom földre tévedt álom : Zene :  BALÁZS ÁRPÁD - Álmot láttam :  Zene : NÓTÁS NAGY DEZSŐ -  Bakanóta :  Zene : BALÁZS ÁRPÁD -  Betyár vagyok magam vagyok :  Zene : BALÁZS ÁRPÁD - Biró uram elveszett : Zene :  BALÁZS ÁRPÁD -  Cifrán kacskaringós a nagy Szamos : Zene :  PETE LAJOS  - Csillagom csillagom :  Zene : BALÁZS ÁRPÁD - Duna parton Komáromi várban : Zene :  BALÁZS ÁRPÁD - Egy csillaggal beszéltem :  Zene : BALÁZS ÁRPÁD -  Egy csillaggal szegényebb lesz :  Zene : BALÁZS ÁRPÁD -  Elmennék én itt hagynálak :  Zene : BALÁZS ÁRPÁD - Elszállnál-e a dalosmadár :  Zene : BALÁZS ÁRPÁD - Elrepült a fecske :  Zene : BALÁZS ÁRPÁD - Ez a magas égbolt :  Zene : BALÁZS ÁRPÁD  - Édes fiam temetés lesz holnap  Falu végén falu szélén : Zene :  SÁNDOR JENŐ  - Felleg borult a meszes tetőre : Zene :  BALÁZS ÁRPÁD - Ha az esti csillag ragyog :  Zene : BALÁZS ÁRPÁD - Ha én király volnék :  Zene : BALÁZS ÁRPÁD - Ha én téged egyszer megcsókolhatnálak :  Zene : BALÁZS ÁRPÁD  - Ha meghalok koporsómat : Zene :  BALÁZS ÁRPÁD  Ha ragyog a csillag :  Zene : BALÁZS ÁRPÁD - Hallod-e hallod-e kismadár :  Zene : BALÁZS ÁRPÁD -  Hej diófa diófa :  Zene : LESZLER JÓZSEF  - Huszár csárdás (Nincs szebb mint a huszárgyerek) : Zene :  BALÁZS ÁRPÁD - Ide a kupámat :  Zene : BALÁZS ÁRPÁD   Kantinosné angyalom :  Zene : BALÁZS ÁRPÁD  - Kapitány úr kiadta a parancsot :  Zene : BALÁZS ÁRPÁD  - Kenyeres pajtásom : Zene :  BALÁZS ÁRPÁD  - Liget berek pacsirtaszó :  Zene : BALÁZS ÁRPÁD   Maradj maradj ne hagyj itten :  Zene : BALÁZS ÁRPÁD  Marika Marika : Zene :  BALÁZS ÁRPÁD   Mikor két szem összekacag :  Zene : BALÁZS ÁRPÁD -  Minden mulandó e világon : Zene :  BALÁZS ÁRPÁD  - Minek kérded ki tanított :  Zene : BALÁZS ÁRPÁD -  Most még hideg van :  Zene : BALÁZS ÁRPÁD -  Ne félj hogy álmod ellesem :  Zene : BALÁZS ÁRPÁD -  Ne hitegess ne csalogass :  Zene : BALÁZS ÁRPÁD -  Nem kell a csók :  Zene : BALÁZS ÁRPÁD -  Öregedő ősz anyóka :  Zene : BALÁZS ÁRPÁD -  Reménykedő szemmel :  Zene : TEMESVÁRY GÉZA  - Pusztulóban van a házam :  Zene : BALÁZS ÁRPÁD -  Rozmaringos kertben járok :  Zene : BALÁZS ÁRPÁD -  Sirok sirok teutánad :  Zene : BALÁZS ÁRPÁD -  Suttognak a lombok :  Zene : BALÁZS ÁRPÁD -  Szeretnék május éjszakákon :  Zene : BALÁZS ÁRPÁD -  Szidnak engem az emberek :  Zene : BALÁZS ÁRPÁD -  Tele van az én udvarom :  Zene : BALÁZS ÁRPÁD - Túl az óceánon :  Zene : BALÁZS ÁRPÁD - Ugye babám úgy van az :  Zene : BALÁZS ÁRPÁD - Ugye hogy már tifelétek :  Zene : BALÁZS ÁRPÁD - Valaki a napot darabokra zúzta :  Zene : BALÁZS ÁRPÁD -  Valamikor még eljövök érted :  Zene : BALÁZS ÁRPÁD -  Valamikor régen :  Zene : TEMESVÁRY GÉZA  - Valamikor szerettelek :  Zene : BALÁZS ÁRPÁD - Vallomás :  Zene : BALÁZS ÁRPÁD